# Żydowski Potok (dopływ Wapienicy)
Żydowski Potok – potok, prawostronny dopływ Wapienicy o długości 2,11 km i powierzchni zlewni 1,94 km².
Potok płynie w masywie Szyndzielni w Beskidzie Śląskim. Spływa dolinką między północnym (Cuberniok) a północno-zachodnim (Mieczyska) ramieniem Szyndzielni. Uchodzi do Wapienicy tuż poniżej Zapory Wapienickiej.
Żydowski Potok ma duże znaczenie w zaopatrzeniu w wodę Bielska-Białej. Już w 1895 r. zbudowano na nim ujęcie wodne w postaci studni zbiorczych, ujmujących wodę sączkami i dostarczających ją do wodociągu bielskiego. W latach 1970–1975 zbudowano na potoku nowe ujęcie o wydajności dobowej 8200 m³ wody oraz rurociąg, doprowadzający wodę do stacji uzdatniania wody w Wapienicy.
Dolina Żydowskiego Potoku skupia kilkanaście okazów przyrodniczych w postaci drzew-pomników o znacznych obwodach pni: dąb (400 cm), świerk (350 cm), jodła (320 cm), jesion (300 cm). Rośnie tu pięć buków, z których trzy są zrośnięte w jeden pień (500 cm), znane jako „Trzej Bracia”.